# Paul Carell
Paul Carell, właśc. Paul Karl Schmidt (ur. 2 listopada 1911 w Kelbrze, zm. 20 czerwca 1997 w Rottach-Egern) – niemiecki pisarz.

## Życiorys
Paul Karl Schmidt był podpułkownikiem w nazistowskim Allgemeine SS. Pracował w Ministerstwie Spraw Zagranicznych III Rzeszy, był szefem biura prasowego Joachima von Ribbentropa. Po II wojnie światowej wycofał się z życia publicznego i rozpoczął karierę pisarską pod pseudonimem Paul Carell. Do końca życia pracował w Axel Springer Verlag.

## Publikacje
Książki przetłumaczone na język polski:
- Operacja Barbarossa ISBN 978-83-11-09199-3.
- Spalona ziemia ISBN 978-83-11-09475-8.
- Alianci lądują! Normandia 1944 ISBN 83-11-10309-7.
- Lisy pustyni ISBN 978-83-11-10957-5.